# Danilo Häußler
Danilo Häußler (* 13. Juli 1975 in Schwedt/Oder) ist ein ehemaliger deutscher Boxer.

## Amateur
Häußler gewann als Amateur 80 Kämpfe bei 16 Niederlagen und drei Unentschieden. Sein größter Erfolg war der zweite Platz bei den Junioreneuropameisterschaften 1993 in Thessaloníki in der Mittelgewichtsklasse. 1996 wurde er bei der Deutschen Meisterschaft in Riesa ebenfalls Zweiter.
Er boxte unter anderem für den UBV 48 Schwedt in der 2. Bundesliga und für Boxring Brandenburg  Frankfurt (Oder) in der 1. Bundesliga.

### Erfolge
- 1992: Silbermedaille im Halbmittelgewicht Deutsche Meisterschaft der Junioren  Berlin
- 1993: Silbermedaille im Mittelgewicht Europameisterschaft der Junioren  Thessaloníki
- 1995: Bronzemedaille im Halbmittelgewicht Deutsche Meisterschaft der Senioren  Duisburg
- 1996: Silbermedaille im Halbmittelgewicht Deutsche Meisterschaft der Senioren  Riesa

## Profikarriere
1997 wechselte Häußler in das Profilager und wurde von Wilfried Sauerland unter Vertrag genommen. Sein Trainer wurde Manfred Wolke. Im Jahr 2000 gewann er mit einem Punktsieg über Patrick Pipa die Deutsche Meisterschaft im Supermittelgewicht.
Am 27. Januar 2001 bekam er die Chance gegen den Russen Andrei Schkalikow um die Europameisterschaft zu boxen. Trotz eines Niederschlags gewann er den Gürtel knapp nach Punkten. Den Titel konnte er anschließend sechs Mal verteidigen, unter anderem gegen den Beyer-Bezwinger Glenn Catley, verlor ihn jedoch schließlich am 4. Oktober 2003 durch eine deutliche Punktniederlage an den Dänen Mads Larsen.
Bald darauf wurde der EM-Titel jedoch wieder vakant und Häußler bekam erneut die Möglichkeit, um den EBU-Gürtel zu kämpfen. Sein Gegner war diesmal der Däne Rudy Markussen, der zu diesem Zeitpunkt, wie zuvor sein Landsmann Larsen, nur gegen Sven Ottke verloren hatte. Häußler musste in diesem Kampf dreimal zu Boden und verlor letztlich nach Punkten. Bei seinem bisher einzigen Kampf in den USA musste er im Dezember 2004 gegen den unbekannten Syrer Mohammad Said eine umstrittene Punktniederlage hinnehmen.
Häußler boxte am 8. Dezember 2007 in Basel gegen Cristian Sanavia erneut um die Europameisterschaft im Supermittelgewicht (EBU). Der Kampf wurde nach zwölf Runden unentschieden gewertet, wodurch Sanavia als amtierender Europameister seinen Titel verteidigte.
Anschließend bekam Danilo Häußler erstmals die Gelegenheit, um einen Weltmeisterschaftstitel zu boxen. Am 25. Oktober 2008 traf er in Oldenburg auf den WBA-Titelträger Mikkel Kessler aus Dänemark. Kessler wurde seiner klaren Favoritenrolle gerecht, dominierte den Kampf und gewann in der dritten Runde durch K. o. Häußler beendete nach dieser Niederlage seine aktive Karriere.

## Ehrungen
- 2002: Sportler des Jahres von Brandenburg[1]